# Цедень (присілок)
Цедень (рос. Цедень) — присілок в Кстовському районі Нижньогородської області Російської Федерації.
Населення становить 16 осіб. Входить до складу муніципального утворення Прокошевська сільрада.

## Історія
Від 2009 року входить до складу муніципального утворення Прокошевська сільрада.

## Населення
| 2002 | 2010 |
| ---- | ---- |
| 15   | ↗16  |